# Kafo Faboli
Kafo Faboli is een gemeente (commune) in de regio Sikasso in Mali. De gemeente telt 14.200 inwoners (2009).
De gemeente bestaat uit de volgende plaatsen:
- Bougoula
- Denguena
- Gouélé
- Mamarila
- N'Tola
- Péguéna (hoofdplaats)
- Tobougou
- Togoba
- Yafola
- Zanrierla